# Georg Ludwig Peitzner
Georg Ludwig Peitzner (* 5. Januar 1793 in Hamburg; † 29. Juni 1872 in Schwerin) war ein deutscher Finanzbeamter in Mecklenburg-Schwerin und Freimaurer.

## Leben
Georg Ludwig Peitzner war Sohn des gleichnamigen Hamburger Kaufmanns Georg Ludwig Peitzner (1759–1848) und besuchte die Gelehrtenschule des Johanneums. Als das Geschäft seines Vaters in den Wirren der Napoleonischen Kriege in die Insolvenz ging, vereitelte dies alle Aussichten auf ein Universitätsstudium. Die Familie zog nach Schwerin, wo Georg Ludwig Peitzner später eine Anstellung als Hypothekenkanzleisekretär fand. Auch der Sohn Georg Ludwig Peitzner trat hier 1813 in den Staatsdienst von Mecklenburg-Schwerin. Er begann als Rentschreiber bei der Großherzoglichen Reluitionscasse. Diese Behörde war für die Verwaltung der Staatsschulden (soweit sie das Domanium betrafen) zuständig. Peitzner wurde hier 1820 zum Kassierer, 1835 zum Zahlcommissär und 1845 zum Oberzahlcommissär befördert. Als solcher leitete er die Behörde. Peitzner diente drei Großherzögen; Friedrich Franz II. ehrte ihn dadurch, dass er bei der Beerdigung Peitzners „seinem treuen Diener in Begleitung des Minister-Präsidenten sowie des Vorstandes des Finanzministeriums selbst das Geleit zur letzten Ruhestätte gab“.
Seit 1819 war Georg Ludwig Peitzner verheiratet mit Elisabeth, geb. Krüger († 1848), einer Tochter des Amtshauptmannes Krüger zu Wittenburg. Das Paar hatte sechs Töchter, von denen eine jedoch früh starb, und zwei Söhne. Bei seinem Tod hinterließ er drei Töchter, zwei Söhne, zwei Schwiegersöhne und elf Enkel.

### Freimaurerei
Schon Peitzners Vater war 1785 in die Große Loge von Preußen genannt Royal York zur Freundschaft aufgenommen worden und wurde 1809 in Schwerin Mitstifter der Loge Harpokrates zur Morgenröthe. In diese Loge wurde Georg Ludwig Peitzner am 24. Oktober 1814 aufgenommen und blieb deren Mitglied bis zu seinem Tod. Er hatte verschiedene Ämter inne; so war er Ceremonienmeister von 1817 bis 1820, Secretär von 1820 bis 1830 und abgeordneter Logenmeister bis 1847. In diesem Jahr wurde er als Nachfolger von Wilhelm von Meerheimb (1790–1865) zum Meister vom Stuhl gewählt. 1862 legte er dieses Amt nieder, als er zum wortführenden Meister des Kapitels von Mecklenburg und Neu-Vorpommern ernannt wurde. Diese Stelle hat er bis zu seinem Tod eingenommen.

## Auszeichnungen
- Verdienstmedaille für gute und treue dem Fürsten und Vaterlande geleistete Dienste
- Sachsen-Ernestinischer Hausorden, Ritter
- 1855 Ehrenzeichen für verdiente Logenmeister am blauen Band
- 1864 Ehrenzeichen für verdiente Logenmeister am roten Band
- Ehrenmitglied von zwei Andreas- und elf Johannislogen